# (15519) 1999 XW
1999 أكس دابليو (ويعرف أيضًا باسم (15519) 1999 أكس دابليو وفق تسمية الكوكب الصغير) (بالإنجليزية: 1999 XW)‏ هو كويكب ضمن حزام الكويكبات؛ وترتيبه 15519 من حيث الاكتشاف.
اكتُشف هذا الجُرم الفلكي بواسطة تاكاو كوباياشي في 2 ديسمبر 1999.

## وصلات خارجية
- (15519) 1999 XW في قاعدة بيانات مختبر الدفع النفاث لأجرام النظام الشمسي الصغيرة

- الاكتشاف · مخطط المدار ·  العناصر المدارية · المعلمات المادية

- (15519) 1999 XW على موقع ويكي سكاي: DSS2, SDSS, GALEX, IRAS, Hydrogen α, X-Ray, Astrophoto, Sky Map, Articles and images